# La clemenza di Tito
La clemenza di Tito (K 621) è un'opera seria in due atti di Wolfgang Amadeus Mozart - uno degli ultimi lavori teatrali del genio salisburghese - musicata su libretto di Caterino Mazzolà, a sua volta basato sul melodramma omonimo di Pietro Metastasio.
La prima rappresentazione si tenne al Teatro degli Stati di Praga il 6 settembre 1791 in occasione dei festeggiamenti per l'incoronazione di Leopoldo II a re di Boemia. L'opera reca il numero 621 del Catalogo Köchel.

## Genesi dell'opera e rappresentazioni
L'opera fu scritta come parte dei festeggiamenti organizzati dagli Stati Boemi nel 1791 per l'incoronazione di Leopoldo II d'Asburgo-Lorena a re di Boemia. La scelta del libretto fu dell'impresario del Teatro degli Stati di Praga, Domenico Guardasoni, che si recò a Vienna per contattare il poeta di corte. L'avvicendamento al trono di Leopoldo II, succeduto al fratello Giuseppe II, non aveva risparmiato il mondo musicale viennese: il poeta Lorenzo da Ponte, autore della memorabile "trilogia" mozartiana (Le nozze di Figaro, Don Giovanni e Così fan tutte), era stato licenziato nella primavera del 1791. Poeta di corte al suo posto era diventato provvisoriamente Caterino Mazzolà, più tardi sostituito da Giovanni Bertati.
Guardasoni per la musica contattò Mozart, che accettò subito l'offerta. Certa però è la notizia secondo cui Guardasoni avrebbe prima contattato Antonio Salieri, e solo dopo il diniego di costui, si sarebbe rivolto (come per ripiego) a Mozart. Infatti in una lettera al conte Anton Esterházy (agosto 1791) Salieri scrive che l'impresario praghese lo aveva cercato cinque volte, con la supplica di comporre un'opera per l'incoronazione a Praga. Salieri però, paradossalmente, rifiutò col pretesto che egli poteva lavorare solo per il teatro della corte viennese. A quel punto Guardasoni si rivolse a Mozart che accettò il compenso di duecento ducati, ben sapendo che era l'unico compositore capace di scrivere un'opera in un tempo così ristretto.
Secondo le testimonianze dell'epoca, Mozart avrebbe impiegato "diciotto giorni" per scrivere la musica, ospitato a Villa Bertramka assieme alla moglie Constanze da amici, la famiglia della cantante Josepha Duschek; in realtà nel 1959 è stato scoperto da Tomislav Volek il contratto che, sia pure l'8 luglio 1791, fu stipulato tra la commissione teatrale degli stati boemi e l'impresario Guardasoni, fatto questo che smentisce la nota storia secondo cui l'opera sarebbe stata commissionata direttamente a Mozart e mette in serio dubbio la leggenda dei soli 18 giorni utili per la stesura. La maggior parte dei recitativi secchi fu scritta dall'ultimo allievo di Mozart, Franz Xavier Süssmayr; ma vennero comunque controllati e migliorati da Mozart.
Nel proprio catalogo di opere, Mozart ha scritto: «ridotta a vera opera dal signor Mazzolà».
L'opera fu rappresentata al Teatro Nazionale di Praga la sera del 6 settembre 1791 con la regia di Guardasoni. 
La risposta del pubblico fu piuttosto fredda e la moglie di Leopoldo, Maria Luisa di Borbone, si espresse in modo colorito dicendo che si trattava di «una porcheria tedesca in lingua italiana» e che «la musica era talmente brutta che ci addormentammo tutti» . Il giudizio era forse anche una osservazione sul fatto che la mano del librettista di Longarone, Caterino Mazzolà appunto, non si era limitata ad aggiornare il vecchio libretto di Metastasio, modificando la struttura in due atti anziché tre, accorpando alcuni brani musicali (per esempio, l'Aria Se mai senti spirarti sul volto diventa un Terzetto tra Sesto, Vitellia e Publio) e apportando modifiche abbastanza evidenti agli orecchi di chi per esempio era abituato alle versioni musicali di Antonio Caldara, Gluck o Hasse.

Le numerose trascrizioni di inizio ottocento sono la prova di un interesse che fu invece costante per alcuni decenni, paragonabile quasi al successo del Don Giovanni. Già nel 1796 ebbe luogo a Dresda la prima rappresentazione della traduzione tedesca di Johann Friedrich Rochlitz, mentre nel 1797 l'opera fu data al Teatro Regio di Torino. Nel 1806 fu la volta della prima britannica al King's Theatre di Londra, e di quella viennese al Teatro di Porta Carinzia. Esempi in Italia dell'ulteriore diffusione del lavoro mozartiano furono le edizioni napoletana del 1809 al Teatro San Carlo, e milanese del 1818 alla Scala, entrambe con Gaetano Crivelli nei panni del protagonista.
Nella seconda metà dell'Ottocento pesò invece il giudizio negativo di Wagner: delle due opere mozartiane del 1791, il Flauto magico e la Clemenza di Tito appunto, la prima è rimasta famosa fino ai giorni nostri, la seconda invece è caduta pian piano nell'oblio che ha coperto gran parte della produzione seria del '700.
In epoca contemporanea si è ricuperato un certo interesse verso questa opera, in Italia grazie soprattutto alla predilezione che il maestro Riccardo Muti ha dimostrato nei suoi confronti. I giudizi critici rimangono però discordanti: da un lato, coloro che vedono nella Clemenza di Tito un'opera drammaturgicamente incompleta, alla quale si imputa una scrittura "frettolosa", dipingendo un Mozart che, sotto la pressione dei creditori, avrebbe concesso di malavoglia il ritorno a un genere nel quale non scriveva dal 1781 (anno dell'Idomeneo).
Altri critici vedono nella  Clemenza di Tito una soluzione personalissima e geniale alla decadenza dell'opera seria metastasiana degli ultimi decenni del Settecento.
Alcuni luoghi dell'opera sono in ogni caso illuminati dal migliore genio di Mozart: in particolare destò l'ammirazione dei contemporanei l'affascinante concertato della fine del primo atto, che ha la potenza dell'ultima scena del Don Giovanni e le stesse atmosfere sovrannaturali del Flauto magico.

## Il libretto

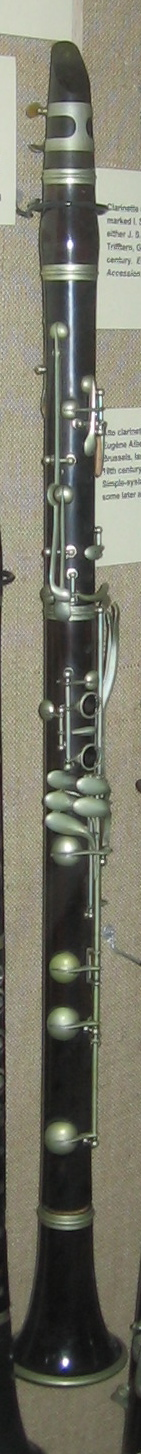
Clarinetto di bassetto in Si♭, tardo Ottocento, probabilmente fabbricato per una esecuzione della Clemenza di Tito. Bate Collection, Università di Oxford.

Il libretto originale è di Pietro Metastasio: è una tipica opera seria celebrativa, scritta per l'onomastico dell'imperatore Carlo VI nel 1734, e portata sulla scena per la prima volta da Antonio Caldara. Il dramma ebbe un successo enorme nel corso del Settecento, e fu musicata tra gli altri da Leonardo Leo (1735), Hasse (1735), Gluck (1752), Jommelli (1753), Galuppi (1760). Il dramma è incentrato sulla figura di Tito, imperatore di Roma, che miracolosamente scampa a una congiura, scopre i traditori, li condanna, ma alla fine, con un atto di clemenza inaspettato, perdona a tutti:
"... Sia noto a Roma/ ch'io son l'istesso, e ch'io/ tutto so, tutti assolvo e tutto oblio."
Le realizzazioni in musica dopo il 1760 diventano però sempre più rare: segno della decadenza che l'opera seria di impianto metastasiano stava soffrendo, a vantaggio invece dell'opera buffa che invece godeva di sempre maggiore successo. A questo scopo, dal 1780 in poi, ci furono varie iniziative di riforma, più o meno vicine ai modelli di Gluck, a cui invece Mozart rimase sostanzialmente indifferente.
Quando però ricevette la commissione per la Clemenza, Mozart dovette essere cosciente del fatto che il dramma di Metastasio andasse sostanzialmente rivisto. Ne è testimonianza il fatto che Mozart stesso (cosa abbastanza rara) annota sul catalogo delle sue opere, in data 5 settembre 1791:
Se Mozart si sbilancia a dire che Mazzolà lo ridusse a vera opera, significa che non riteneva che il dramma originale potesse essere portato sulle scene così come era. Il libretto fu quindi riscritto con tutta probabilità grazie alla collaborazione fra Mazzolà e Mozart, la quale dovette essere molto intensa, del tipo che Mozart ebbe con Da Ponte.

L'opera di taglio e revisione di Mazzolà è infatti vistosa: il dramma passa da tre a due atti, molte scene vengono tagliate, i recitativi secchi ridotti all'osso. Mozart mantiene invece la vecchia consuetudine barocca di numerare i pezzi non recitati. La revisione di Mazzolà non risparmia nemmeno luoghi divenuti celebri, come il recitativo di Tito (Atto III, Sc.7) già elogiato da Voltaire. Tuttavia, Mazzolà è molto abile nel riadattare il materiale preesistente: solo due arie sono scritte ex novo, le parti rivedute sono comunque rielaborazioni di materiale già presente nell'originale di Metastasio.
La maggiore novità impressa da Mazzolà e Mozart sta nell'introduzione nell'opera seria di concertati, completamente assenti nell'originale mestastasiano, che prevedeva invece la consueta alternanza di recitativi e arie, disposte secondo una gerarchia d'affetti per ogni personaggio dell'opera. Tuttavia, è un po' riduttivo pensare che tutti i concertati della "Clemenza" siano tipici dell'opera buffa. Il concitato Terzetto Vengo...aspettate (No 10, Atto I, Sc. 9) in cui Vitellia apprende da Publio di essere stata scelta come moglie da Tito, mentre Sesto è già andato al Campidoglio per realizzare la congiura ordita da Vitellia stessa, è tutto fuorché un tipico concertato "buffo": il disegno ossessivo dei violini si accompagna alla vocalità arcaica, quasi da aria "di tempesta" di Vitellia, mentre l'intervento in assieme del basso (Publio) e del secondo soprano (Annio) sottolineano solo la drammaticità della linea melodica di Vitellia.
Questo Terzetto si salda poi in un tutto unico con il successivo Recitativo accompagnato (scena 10, No 11) e al celebrato finale del primo atto (No 12), in modo da costituire un assieme musicale di quasi venti minuti, molto simile di forma ai finali delle opere buffe. Ma anche qui la somiglianza è solo formale. Il recitativo accompagnato di Sesto (No 11, Atto I, Sc. 10) è un piccolo capolavoro che esprime la titubanza di Sesto di fronte all'imminente tradimento, ed è quindi al confine fra opera seria e buffa. Se fossimo in un'opera seria, ci si aspetterebbe che un recitativo di queste dimensioni sfociasse in un'aria solista: ed è così che sembra incominciare il quintetto con coro, con Sesto che canta (da solista) Deh conservate o Dei / a Roma il suo splendor. Ma quasi subito s'inseriscono Annio, poi Servilia, e infine il coro che canta lugubre in lontananza, unendosi ai corni e alle trombe, commentando l'incendio al Campidoglio.

## Personaggi e interpreti
| Personaggio                                | Tipologia vocale      | Interpreti della prima 6 settembre 1791 (Direttore: Wolfgang Amadeus Mozart) |
| ------------------------------------------ | --------------------- | ---------------------------------------------------------------------------- |
| Tito, Imperatore di Roma                   | tenore                | Antonio Baglioni                                                             |
| Vitellia, figlia dell'Imperatore Vitellio  | soprano               | Maria Marchetti-Fantozzi                                                     |
| Sesto, amico di Tito, amante di Vitellia   | soprano castrato      | Domenico Bedini                                                              |
| Annio, amico di Sesto, amante di Servilia  | soprano (in travesti) | Carolina Perini                                                              |
| Servilia, sorella di Sesto, amante d'Annio | soprano               | Antonia Campi (Sig.ra Antonini)                                              |
| Publio, prefetto del pretorio              | basso                 | Gaetano Campi                                                                |

## Trama
La vicenda si svolge a Roma, nel 79, poco dopo l'eruzione del Vesuvio.

### Atto I
Vitellia, figlia dell'imperatore Vitellio, riceve la visita di Sesto, suo amante ed esecutore materiale di una congiura: la donna mira ad uccidere Tito, per completare la vendetta del padre (il padre di Tito, Vespasiano, ha spodestato il padre di lei) e di sé stessa (Tito ha abbandonato Vitellia in favore della principessa Berenice). Sesto, amico intimo dell'imperatore, esita, ma per amore di Vitellia si prepara ad organizzare il colpo, aiutato dal congiurato Lentulo (Come ti piace, imponi). Arriva Annio, amico di Sesto e intimo dell'imperatore, che comunica una notizia straordinaria: per ragion di stato Tito ha allontanato da sé Berenice. Vitellia, sperando di tornare a godere del favore di Tito, impone a Sesto di sospendere la congiura (Deh, se piacer mi vuoi)

Nel Foro romano, un coro omaggia le virtù dell'imperatore (Serbate, o Dèi custodi): il prefetto Publio ed Annio gli comunicano la decisione del Senato di edificare un tempio in suo onore con i tributi delle province. Tito ringrazia, ma preferisce usare le tasse in favore delle popolazioni colpite dalla recente eruzione del Vesuvio, causando nuova ammirazione da parte del popolo adorante. Rimasto solo con Sesto e Annio, l'imperatore sfoga il suo dolore per la perdita di Berenice, e comunica ai due confidenti di voler sposare una nobildonna romana. La scelta ricade su Servilia, sorella di Sesto e amata da Annio: Sesto cerca di difendere la causa dell'amico, ma Annio, addolorato, rinuncia all'amore ed approva la scelta dell'imperatore. Tito quindi lo incarica di comunicare egli stesso la notizia a Servilia (Del più sublime soglio).

Servilia, ricevuta da Annio la notizia, non vuole rinunciare alla loro relazione (Ah, perdona al primo affetto) e si reca dall'imperatore per rivelargli la verità: Tito, stupito e commosso dal nobile cuore della donna, rinuncia al loro matrimonio (Ah, se fosse intorno al trono). Tale notizia però non giunge alle orecchie di Vitellia, che, offesa e furibonda, prima si scaglia contro l'innocente Servilia, poi sprona l'impacciato Sesto a vendicarla (Parto, ma tu, ben mio). Appena partito Sesto, tuttavia, Publio ed Annio comunicano a Vitellia la decisione di Tito di sposarla: Vitellia non riesce a simulare la propria agitazione, e parte alla ricerca di Sesto (Vengo, aspettate!). 

Sesto, diviso tra l'amore per Vitellia e la fedeltà verso Tito, entra nel Campidoglio già invaso dalle fiamme di un incendio. Mentre gli altri personaggi si aggirano confusi e spaventati per la scena (Deh, conservate oh Dei), Vitellia ritrova Sesto, che comunica la morte dell'imperatore e, sconvolto, fa per rivelare la sua colpevolezza, ma viene messo a tacere dalla donna. L'atto si conclude con il lamento generale per l'orribile tradimento (Ah, dunque l'astro è spento).

### Atto II
Annio informa Sesto che l'imperatore non è morto ed è sopravvissuto alla congiura: Sesto esulta, ma si domanda chi allora abbia colpito, nel Campidoglio. Di fronte al turbamento di Sesto, Annio viene a sapere la verità, e, sconvolto, gli consiglia di tornare subito al cospetto dell'imperatore per non destare sospetti (Torna di Tito a lato). Partito Annio, Vitellia esorta Sesto a fuggire per la sicurezza di entrambi, ma arriva Publio con l'ordine di arrestarlo: la trama è stata rivelata dal congiurato Lentulo, che, orgoglioso per la buona riuscita del piano, si era cinto del diadema e del manto regale, ed era stato colpito da Sesto, convinto che egli fosse Tito. Sesto parte tra le guardie, lasciando Vitellia in preda al rimorso (Se al volto mai ti senti). 

La corte rende grazie per la salvezza dell'imperatore, il quale, addolorato e sconvolto, riceve le prove dell'interrogatorio di Lentulo e della complicità di Sesto alla congiura. Sconvolto per l'amicizia tradita e per l'orribile delitto di lesa maestà (Che orror! Che tradimento!), Tito ordina che Sesto venga condotto a lui per interrogarlo: dopo l'iniziale turbamento (Quello di Tito è il volto), l'imperatore cerca di comprendere le ragioni che hanno portato a tanto il suo migliore amico. Sesto tace, per difendere Vitellia, ed invoca la morte (Deh, per questo istante solo). Tito, furibondo, rinuncia tuttavia ai propositi di vendetta e giustizia, e decide di risparmiare l'amico: finge tuttavia con Publio e la corte di volerlo condannare a morte, solo per graziarlo di fronte a tutti (Se all'impero, amici Dèi).

Annio e Servilia comunicano a Vitellia la notizia della condanna: i due scongiurano la futura imperatrice ad intercedere presso Tito per la grazia di Sesto. Vitellia esita, causando l'ira di Servilia (S'altro che lagrime), ma, commossa dall'amore di Sesto, che mai ha fatto il suo nome, decide di rinunciare al trono (Ecco il punto, o Vitellia... Non più di fiori). La donna arriva precipitosa nell'anfiteatro, e interrompe la cerimonia (Che del ciel, che degli dèi) per smascherarsi. Di fronte all'inaspettata colpevolezza di Vitellia, Tito non rinuncia a fare mostra di clemenza, perdonandola e ridonando libertà a Sesto e ai congiurati. L'opera si conclude con un'acclamazione universale alla bontà dell'imperatore (Tu, è ver, m'assolvi, Augusto).

## Organico orchestrale
L'organico orchestrale prevede l'utilizzo di
- 2 flauti, 2 oboi, 2 clarinetti, (I anche clarinetto di bassetto e corno di bassetto), 2 fagotti
- 2 corni, 2 trombe
- timpani
- archi.

Il basso continuo nei recitativi secchi è garantito dal clavicembalo e dal violoncello.

## Struttura musicale
- Ouverture

### Atto primo
- N. 1 Duetto Come ti piace imponi (Vitellia, Sesto)
- N. 2 Aria Deh se piacer mi vuoi (Vitellia)
- N. 3 Duettino Deh prendi un dolce amplesso (Sesto, Annio)
- N. 4 Marcia
- N. 5 Coro Serbate, oh Dei custodi
- N. 6 Aria Del più sublime soglio (Tito)
- N. 7 Duetto Ah perdona al primo affetto (Servilia, Annio)
- N. 8 Aria Ah, se fosse intorno al trono (Tito)
- N. 9 Aria Parto, ma tu ben mio (Sesto)
- N. 10 Terzetto Vengo... aspettate... (Vitellia, Annio, Publio)
- N. 11 Recitativo accompagnato Oh Dei, che smania è questa (Sesto)
- N. 12 Quintetto con coro Deh conservate, oh Dei (Vitellia, Servilia, Sesto, Annio, Publio, Coro)

### Atto secondo
- N. 13 Aria Torna di Tito a lato (Annio)
- N. 14 Terzetto Se al volto mai ti senti (Vitellia, Sesto, Publio)
- N. 15 Coro Ah grazie si rendano
- N. 16 Aria Tardi s'avvede (Publio)
- N. 17 Aria Tu fosti tradito (Annio)
- N. 18 Terzetto Quello di Tito è il volto (Sesto, Tito, Publio)
- N. 19 Rondo Deh per questo istante solo (Sesto)
- N. 20 Aria Se all'impero, amici Dei (Tito)
- N. 21 Aria S'altro che lacrime (Servilia)
- N. 22 Recitativo accompagnato Ecco il punto, oh Vitellia e
- N. 23 Rondo Non più di fiori vaghe catene (Vitellia)
- N. 24 Coro Che del ciel, che degli Dei
- N. 25 Recitativo accompagnato Ma che giorno è mai questo? (Tito)
- N. 26 Sestetto con coro Tu, è ver, m'assolvi Augusto (tutti)

## Discografia
| Anno | Cast (Tito, Sesto, Vitellia, Annio, Publio, Servilia)                                                   | Direttore            | Etichetta           |
| ---- | --- | -------------------- | ------------------- |
| 1967 | Werner Krenn, Teresa Berganza, Maria Casula, Brigitte Fassbaender, Tugomir Franc, Lucia Popp            | István Kertész       | Decca               |
| 1976 | Stuart Burrows, Yvonne Minton, Janet Baker, Frederica von Stade, Robert Lloyd, Lucia Popp               | Colin Davis          | Philips             |
| 1978 | Peter Schreier, Teresa Berganza, Julia Varady, Marga Schiml, Theo Adam, Edith Mathis                    | Karl Böhm            | Deutsche Grammophon |
| 1991 | Uwe Heilmann, Cecilia Bartoli, Della Jones, Diana Montague, Gilles Cachemaille, Barbara Bonney          | Christopher Hogwood  | Decca               |
| 1993 | Philip Langridge, Ann Murray, Lucia Popp, Delores Ziegler, László Polgár, Ruth Ziesak                   | Nikolaus Harnoncourt | Teldec              |
| 2005 | Mark Padmore, Bernarda Fink, Aleksandrina Pendačanska, Marie-Claude Chappuis, Sergio Foresti, Sunhae Im | René Jacobs          | Harmonia Mundi      |
| 2017 | Rolando Villazón, Joyce DiDonato, Marina Rebeka, Tara Erraught, Adam Plachetka, Regula Mühlemann        | Yannick Nézet-Séguin | Deutsche Grammophon |

## DVD parziale
| Anno | Cast (Tito, Sesto, Vitellia, Annio, Publio, Servilia)                                                              | Direttore            | Etichetta           |
| ---- | --- | -------------------- | ------------------- |
| 1980 | Eric Tappy, Tatiana Troyanos, Carol Neblett, Anne Howells, Kurt Rydl, Catherine Malfitano                          | James Levine         | Deutsche Grammophon |
| 1991 | Philip Langridge, Diana Montague, Ashley Putnam, Martina Mahé, Peter Rose, Elzbieta Szmytka                        | Andrew Davis         | Arthaus             |
| 2003 | Michael Schade, Vesselina Kasarova, Dorothea Röschmann, Elīna Garanča, Luca Pisaroni, Barbara Bonney               | Nikolaus Harnoncourt | TDK                 |
| 2004 | Christoph Prégardien, Susan Graham, Catherine Naglestad, Hannah Esther Minutillo, Roland Bracht, Ekaterina Siurina | Sylvain Cambreling   | Opus Arte           |
| 2005 | Jonas Kaufmann, Vesselina Kasarova, Eva Mei, Liliana Nikiteanu, Günther Groissböck, Malin Hartelius                | Franz Welser-Möst    | EMI                 |